# Amour et obstacles
 (mars 2013).
Amour et Obstacles est un recueil de nouvelles écrit par Aleksandar Hemon, paru en 2009 aux États-Unis, traduit en français en 2012.

## Nouvelles du recueil

### Stairway to Heaven
Le narrateur âgé de 16 ans vit avec sa famille à Kinshasa en République du Zaïre du fait du travail de son père, diplomate yougoslave et chargé des communications. Il raconte sa rencontre avec Azra, la fille qu'il fréquentait à Sarajevo avant de partir en Afrique. Le narrateur et Azra partagent la même passion pour la littérature. Durant ce séjour, il rédige à son intention un journal dans lequel il raconte tout ce qu'il fait là-bas dans l'objectif de le lire ensemble dès son retour. Son père, malgré ses promesses, ne peut consacrer beaucoup de temps à sa famille à cause de son travail qui est très prenant. Le narrateur fait la connaissance d'un de ses voisins nommé Spinelli. Cet homme va devenir de plus en plus intrigant au cours de l'histoire et va exercer sur le jeune narrateur une intense fascination. Ce dernier, subjugué, boit ses discours  et ses  divagations et, même s'il perçoit ses travers, il est en admiration devant lui . Spinelli va initier le narrateur à l'alcool, à la drogue et même tenter de l'initier au sexe, ce qui provoque une scène assez violente avec Spinelli qui veut que le narrateur ait une relation sexuelle avec Natalie, une jeune femme droguée sous l'emprise de Spinelli. Le narrateur trouve refuge auprès de sa famille.

### Tout
L'histoire commence dans un train en ex-Yougoslavie socialiste. Un adolescent de 17 ans, se qualifiant lui-même de « puceau malgré lui », est en route pour Murska Sabota en quête d'un congélateur-coffre pour sa famille. Il emporte avec lui un livre de Rimbaud (d’où les références au poème Bateau ivre dans la nouvelle), un carnet de voyage neuf, des crayons, un sandwich au poivron, des cigarettes, de l'argent pour l’hôtel et pour l'achat du congélateur, sa bible et une pilule contraceptive qu'il compte offrir à une femme qui accepterait de partager ses fantasmes sexuels d'adolescent.
Durant son voyage, il rencontre un Sarajévien et un Serbe, deux ancien détenus formant un duo burlesque. Une énigme absolument dénuée de sens lui est posée par le Sarajévien : « Ça n'a pas de tête, mais ça possède cent jambes, mille fenêtres et cinq murs. Ce n'est jamais le même mais c'est toujours presque le même. C'est noir, blanc et vert. Ça disparaît et ensuite ça revient. Ça sent la bouse, la paille et l'huile de machine. C'est la plus grande chose du monde, mais ça te tient dans la paume de la main ». La réponse inepte est « tout », ce qui donne son titre à la nouvelle.
Une fois arrivé à destination, le narrateur prend une chambre dans un hôtel. Il fantasme sur une cliente qu'il nomme Elizabeth. Il passe la soirée dans un bar avec un ivrogne. À la sortie, il manque de se faire passer à tabac pour avoir suivi dans la rue, complètement ivre, deux femmes avec qui il s’imaginait passer une nuit torride. De retour à son hôtel, il se retrouve en face d'Elizabeth et lui propose sa pilule. Choquée, elle fait appel au réceptionniste qui inflige au jeune homme une sévère correction.
Une fois le congélateur-coffre acheté, le narrateur rentre chez lui. Une coupure de courant due à la guerre, au printemps 1992, provoquera une décongélation et entraînera une décomposition de tout le contenu du congélateur.

### Le chef d'orchestre
L'histoire débute en 1989, juste avant la guerre de Bosnie. Le narrateur rencontre en 1991 le poète bosniaque Mohammed D. qu'à la fois il jalouse et admire et que par provocation, il baptisera "Dedo", "le vieux". Quant à lui, tous les poètes de la table le prennent pour un "chef d'orchestre" ou "Dirigent" ce qui instaure dès le début un quiproquo qui durera jusqu'à la fin de la nouvelle. Le narrateur est toujours intéressé par les filles, particulièrement par trois étudiantes et une fille, Chéryl, qu'il séduit en faisant passer un des poèmes de Dedo pour le sien. Un jour, le narrateur décide de montrer ses poèmes à Dedo, qui ne les apprécie pas. C'est comme un coup d'arrêt à la future carrière poétique du narrateur, très déçu. On retrouve ce dernier aux États-Unis, bien longtemps après le siège de Sarajevo, en septembre 2001. Le narrateur suit avec passion la carrière de Dedo et il retrouve le poète bosniaque à Madison où ce dernier fait une lecture. Ivres, ils errent dans la ville avant d'essayer de rentrer chez Dedo dont la femme les renvoie. La fin de la nuit est une dérive et une communion. Les deux dernières phrases "C'était un être humain magnifique. Et ensuite un mardi, mardi dernier, il est mort." est un hommage au génial poète bosniaque placé, dès le début de la nouvelle, sous le signe de Beethoven.

### Good Living
Le héros vit à Chicago au moment où la guerre sévit en Bosnie. Il gagne difficilement sa vie en vendant des abonnements à des magazines de tous types, allant de magazines chrétiens à des magazines de médecine, dans les quartiers ouvriers à Blue Island. Il entre dans une maison où se trouve un prêtre assis sur son canapé en tenue solennelle avec qui il fait connaissance. Tout à coup le prêtre commence à beugler « Michael » et un homme d'une "beauté incongrue" arrive par la porte située au fond de la pièce. Après plusieurs tentatives de vente l'énervement monte, Michael insultant le prêtre, sortant de la maison mais revenant pour ressortir après de nouvelles injures quelques instants après. Le jeune vendeur, debout pour partir, est retenu par le prêtre qui lui dit qu'il veut souscrire des abonnements. Le vendeur, continuant sa tournée, raconte à toutes les personnes du quartier l'histoire de cet après-midi avec le prêtre et grâce à cela fait la meilleure journée de vente de toute sa carrière.

### Les Abeilles,1repartie
Cette nouvelle fait apparaître une suite de sous-titres qui figurent une sorte de chapitrage.

### American Commando
Une jeune fille appelée Alma, compatriote bosniaque du narrateur et intervieweuse très sagace, souhaite réaliser un film sur lui. Elle rencontre d’abord les parents de celui-ci, qui lui racontent quelques souvenirs et anecdotes plutôt catastrophiques. Ensuite elle décide de filmer le narrateur pendant qu’il parle de sa période « American Commando ». Il explique que ses copains d’immeuble et lui menaient des « guerres », s'inspirant de la série télé Quentin Dedward. Après avoir perdu le contrôle de l’aire de jeu, ses amis et lui décident de trouver une nouvelle base. Ils prennent possession d’un jardin potager appartenant à des personnes âgées qui ne peuvent se défendre et ils le détruisent. Peu de temps après, des ouvriers arrivent et construisent une palissade autour du jardin : les enfants n’y ont plus accès. Après avoir balancé l’un des leurs surnommé « Vampir » par-dessus cette palissade, ils apprennent qu’un chantier se prépare. En colère, ils mettent un plan en œuvre afin que leurs nouveaux ennemis quittent les lieux. Prêts à tout pour récupérer le terrain si précieux à leurs yeux, ils n'hésitent pas à utiliser la menace, à mettre le feu, et même à agresser le vigile. Le narrateur finit par se faire prendre et, pour s'en sortir - in extremis parce que le vigile fou furieux devient dangereux - il prétend être étranger en utilisant l’«américain chewing-gum », une langue de son invention. Le monde devient pour le narrateur un lieu de danger mais ses parents et la cellule familiale continuent à lui assurer une protection.

## Éditions
- Aleksandar Hemon (trad. de l'anglais par Johan-Frédérik Hel-Guedj), Amour et obstacles [« Love and obstacles »], Paris, Robert Laffont, 2012, 247 p. (ISBN 978-2-221-13100-8)